# Browning (Montana)
Browning ist eine Ortschaft im Glacier County im US-Bundesstaat Montana. Sie ist der Verwaltungssitz des Blackfeet-Reservats.

## Geschichte
Eine kleine Gruppe der Lewis-und-Clark-Expedition schlug auf ihrer Rückreise im Juli 1806 in der Nähe des heutigen Browning ein Lager auf, das sie „Camp Disappoitment“ (Lager Enttäuschung) nannten. Es kam zu einer Begegnung mit einigen Angehörigen des Blackfoot-Volkes, die nachts versuchten, die Gewehre der Expeditionsmitglieder zu stehlen. Dabei wurde mindestens einer der Ureinwohner getötet; von da an betrachteten die Blackfoot die weißen Amerikaner als Feinde.
Browning wurde 1919 als Stadt registriert und nach dem Kommissar für Indianerangelegenheiten Daniel M. Browning benannt.
2015 erklärte sich die Stadtverwaltung von Browning zahlungsunfähig und übergab in der Folge die Verwaltung an die Blackfoot-Gemeinschaft.

## Persönlichkeiten
- Elouise P. Cobell (1945–2011), US-amerikanische Aktivistin für die Ureinwohner
- Lily Gladstone (* 1986), US-amerikanische Schauspielerin
- Stuart Long (1963–2014), US-amerikanischer Boxer und Priester, zeitweise in Browning tätig
- Zahn McClarnon (* 1966), US-amerikanischer Schauspieler
- Robert Scriver (1914–1999), US-amerikanisch-kanadischer Bildhauer
- James Welch (1940–2003), US-amerikanischer Schriftsteller